# 天主教納爾遜教區
天主教納爾遜教區（拉丁語：Dioecesis Nelsonensis）是加拿大一個羅馬天主教教區，屬溫哥華總教區。1936年2月22日升為教區。
教區位於卑詩省東南部，2004年有教友65,000人，佔轄區總人口17.8%。教區下轄卅一個堂區，有卅六名司鐸。現任教區主教為若望·德尼·科里沃。